# Минесота (река)
Минесота  е река, приток на река Мисисипи, дълга около 332 мили (534 километра), която тече в САЩ в щата Минесота. Водосборният и басейн е почти 17,000 sq mi (44,03 km2), 14,751 sq mi (38,20 km2) в Минесота и около 2,000 sq mi (5,18 km2) в Южна Дакота и Айова.
Тя тръгва от югозападната част на Минесота от Биг Стоун Лейк на границата между Минесота и Южна Дакота южно от Лаврентийския вододел. Тя тече на югоизток до Манкато, след това завива на североизток. Влива се в Мисисипи южно от градовете Минеаполис и Сейнт пол, в близост до историческия форт Снелинг. Долината на реката е един от няколко отделни региона на Минесота. Името Минесота идва от езика дакота.
Повече от век преди създаването на територията Минесота през 1849 г., Реката е наричана Сен Пиер (Сейнт Питър) от френските и британски изследователи и писатели. На карта от 1757 г. реката е показана като "Ouadebameniſsouté [Wакрá Mnísota] или като Ривиер Сен Пиер". На 19 юни 1852 г. като действа по искане на Териториалната служба на Минесота, Конгреса на Съединените щати постановява да се използва индианското име на реката – Минесота като официално име и заповядва на всички служби на федералното правителство да използват това име.
Долината на река Минесота е повече от 8 км широка и 80 м дълбока. Тя е била издълбана от огромната ледникова река Уорън между 11 700 и 9400 години в края на последния Ледников период в Северна Америка. Територията Минесота и впоследствие щата са кръстени на реката.

## Притоци
| Номер | Река           | Устие                                            |
| ----- | -------------- | ------------------------------------------------ |
| 11    | Блу Еърт       | Западната част на Манкато                        |
| 6     | Чипеуа         | Монтевидео                                       |
| 9     | Котънууд       | Югоизточно от Ню Улм                             |
| 13    | Кредит Ривър   | Окръг Скот, югоизточно от Минеаполис – Сейнт Пол |
| 5     | Лак куа Парле  | 15 км северозападно от Монтевидео                |
| 10    | Литъл Котънууд | 11 км югоизточно от Ню Улм                       |
| 1     | Литъл Минесота | Биг Стоун Лейк                                   |
| 4     | Пом дьо Тер    | Марш Лейк                                        |
| 8     | Редууд         | Близо до Редууд Фолс                             |
| 12    | Ръш Ривър      | 4,5 км северно от Лесюр                          |
| 2     | Уетстоун       | Близо до границата с Южна Дакота                 |
| 3     | Йелоу Банк     | 5 км югоизточно от Одеса                         |
| 7     | Йелоу Медисън  | Агенция Сиукс                                    |

## Градове по поречието на реката
| - Бел Плейн - Блумингтън - Бърнсвил - Карвър - Чанхасен - Часка - Кортланд - Игън - Идън Преъри | - Франклин - Гранит Фолс - Хендерсън - Касота - Лесюр - Манкато - Мендота - Мендота Хайтс - Монтевидео | - Мортън - Ню Улм - Северно Манкато - Одеса - Oртънвил - Сейнт Питър - Севидж - Шакопий |